# 伊東たけし
伊東 たけし（いとう たけし、1954年3月15日 - ）は、福岡県福岡市出身の、日本のサクソフォーン奏者。また、ウインドシンセサイザー、フルート奏者としても活動。本名、伊東 毅（読みは同じ）。身長182cm、血液型はO型。

## 人物・来歴
子供の頃から音楽に関心を持ち、ピアノやヴァイオリンを習う。福岡市立百道中学時代にブラスバンドに入り、ユーフォニアム、チューバを担当。西南学院高等学校に入学してフルートに転向したが、渡辺貞夫の自伝『ぼく自身のためのジャズ』を読みさらにアルトサックスに転向。
日本大学藝術学部に入学して「リズム・ソサエティ・オーケストラ」に所属し、それと並行して「ウィッチハント」と「ラストデイ」という2つのバンドに籍を置く。ウィッチハントのドラマー（マイケル河合）が安藤正容率いるTHE SQUARE（後のT-SQUARE）を兼任していたこともあり、ゲスト出演し、ウィッチハントの解散後THE SQUAREに加入（1977年）。
1978年デビュー。
1984年に『ADVENTURES』に収録されている「TRAVELERS」と「ALL ABOUT YOU」の2曲が当時テレビ放映されたサントリーホワイトの春・夏編のCFに起用され、伊東自身もCFに出演した。
1991年にT-SQUAREを脱退、ソロ活動を始める。2000年にT-SQUAREに復帰。この頃からT-SQUAREはバンド形態から、安藤とのユニット形態に形を変えるが、2005年より再びバンド形態に変更している。
近年は、吹奏楽とのつながりも深く、シエナ・ウインド・オーケストラとの共演の他、母校である西南学院高等学校吹奏楽部の定期演奏会にゲスト出演している。
シエナ・ウインド・オーケストラのトロンボーン奏者、郡恭一郎は従弟である。

## ディスコグラフィ

### ソロ・アルバム
| タイトル                      | 発売年 | 注釈                         |  |
| ----------------------------- | ------ | ---------------------------- |  |
| DEAR HEARTS                   | 1984   | 2007年にリマスター盤で再発。 |  |
| L7                            | 1985   | 2007年にリマスター盤で再発。 |  |
| T.K.                          | 1988   | 2007年にリマスター盤で再発。 |  |
| VISIONS                       | 1992   | 2017年にリマスター盤で再発。 |  |
| T.K.LA                        | 1993   | 2017年にリマスター盤で再発。 |  |
| GROOVE ISLAND                 | 1994   | 2017年にリマスター盤で再発。 |  |
| T.K.COVERS                    | 1995   | 2017年にリマスター盤で再発。 |  |
| T.K.BREEZE                    | 1996   | 2017年にリマスター盤で再発。 |  |
| SCARE HEADLINE                | 1997   | 2017年にリマスター盤で再発。 |  |
| LOVE                          | 1997   |                              |  |
| Double Circle                 | 1999   |                              |  |
| Turn Over                     | 2000   |                              |  |
| 星に願いを 〜T.K.Adagio〜     | 2001   | SACD盤が同時発売。           |  |
| アランフェス 〜T.K.アダージョ | 2002   | CCCD盤。                     |  |
| Mellow Madness                | 2007   |                              |  |
| FAVORITES                     | 2014   | SACDハイブリッド盤。         |  |

## 参加作品
1989年 - Hiroshima『East』

### サウンドトラック
- 『名探偵コナン 14番目の標的』オリジナル・サウンドトラック

「コナンが通る」
「アクアクリスタル」
「アクアクリスタル内へ」
「挫折」
- 『名探偵コナン 世紀末の魔術師』オリジナル・サウンドトラック

「名探偵コナン メイン・テーマ (世紀末ヴァージョン)」
「尋問」

## 出演

### CM
- 1984年 - サントリー ホワイト
- 1988年 - 住友金属工業
- 2008年 - 日本マクドナルド プレミアムローストコーヒー